# Жао (фамилия)

Иероглиф клана Жао

Жао ( Rao ) — китайская клановая фамилия ( букв. "богатый" ), упрощённое написание - 饶.

## Известные Жао
- Жао Шуши, 饶漱石 ( 1903 - 1975 ) - высокопоставленный партийный деятель КПК обвинённый в 1955 году в заговоре с целью захвата власти.